# Marangu Mashariki
Marangu Mashariki ist ein Verwaltungsbezirk (Ward) des Distrikts Moshi in der tansanischen Region Kilimandscharo.

## Geografie
Marangu Mashariki liegt im Nordosten von Tansania etwa 20 Kilometer östlich der Regionshauptstadt Moshi am südlichen Abhang des Kilimandscharo. Die Grenze im Südwesten bildet der Fluss Wona. Hier liegt das Land rund 1000 Meter über dem Meer, nach Norden steigt es auf über 1800 Meter an. Der Hauptort des Bezirks ist Marangu, wo sich das Marangu-Gate, ein Zugang zum Kilimandscharo-Nationalpark und der Startpunkt für die häufig begangene Route auf den Kilimandscharo befindet.
Das Klima in Marangu ist warm und gemäßigt, Cwb nach der effektiven Klimaklassifikation. Im Jahresdurchschnitt regnet es 1704 Millimeter, weniger als 50 Millimeter fallen in den Monaten Juni bis September, die höchsten Niederschläge gibt es mit 262 Millimetern im März. Die Durchschnittstemperatur schwankt zwischen 16,7 Grad Celsius im Juli und 21,2 Gard im Februar.
Der Bezirk grenzt im Norden an Mengeni des Distrikts Rombo, im Osten an Mamba Kaskazini und Mamba Kusini, im Südosten an Mwika Kusini, im Süden an Makuyuni und im Westen an Kilema Kusini, Kilema Kati und Marangu Magharibi. Bei der Volkszählung 2022 lebten 22.981 Menschen in 6235 Haushalten auf einer Fläche von 27,6 Quadratkilometern.

## Gliederung
Der Bezirk besteht aus acht Gemeinden (Mtaa) mit 28 Orten (Kitongoji):
| Lyamrakana - Moori - Lyamrakana - Sengia | Sembeti - Sembeti - Kilefure | Rauya - Rauya - Kotenu - Mrokora | Lyasongoro - Marawe - Kotete - Lefuri - Rongi | Samanga - Mauwo - Tela - Kishingoni - Mkorongoni - Koniko A - Koniko B | Arisi - Mori A - Mori B - Mnandeny A - Mnandeny B - Wanya | Ashira - Mauwo - Rengoni - Mshiri | Mshiri - Masia - Mshiri Kaskazini |

## Wirtschaft und Infrastruktur
- Bildung: Im Bezirk liegen sechs weiterführende Schulen.[9] Davon sind vier staatliche Schulen und zwar die Mädchenschule Ashira Girls Secondary School,[10] die gemischten Darajani Secondary School,[11] die Rasesa Secondary School[12] und die Sakayo-Mosha Secondary School.[13] Sie alle bieten eine Ausbildung bis zur 4. Stufe an. Von der katholischen Kirche geleitet wird die Marangu Secondary School,[14] ebenfalls privat ist die St. Margaret Girls Secondary School, die auch Internatsplätze anbietet. Ihr Schwerpunkt ist eine landwirtschaftliche Ausbildung für Mädchen und sie wird vom Verein CVJM Edenkoben unterstützt.[15]
- Gesundheit: In der Gemeinde Arisi liegt ein privates Distriktkrankenhaus.[16] Daneben gibt es noch ein öffentliches Gesundheitszentrum[17] und zwei Apotheken, wovon eine privat geführt wird[18] und eine staatlich ist.[19]
- Marangu Route: Dieser beliebte Anstieg zur Spitze des Kibo beginnt beim Marangu-Gate im Zentrum des Bezirks.[20]